# 森信行
森 信行（もり のぶゆき、1975年〈昭和50年〉6月20日 - ）は、日本の音楽家。ロックバンド、くるりの元ドラマー。現在はいくつかのバンドに所属しつつ、フリーのドラマーとして精力的に活動している。

## 来歴
徳島県生まれ、兵庫県出身。小さい頃から太鼓が好きで、小学校3年時のクリスマスにスネアドラムをもらう。
高等学校に在籍していた頃は吹奏楽部に所属。部長を務める。そこではパーカッションを担当していた。また、ドラムの方も始めていくようになる。
一浪を経て、立命館大学に入学。立命館大の音楽サークルであるロックコミューンに入り、本格的にドラムを練習する。また、そこで岸田繁、佐藤征史、大村達身に出会う。現役時代は部長も務める。
いくつかのバンドを経て、岸田が在籍するバンドのドラマーが辞めたため森は岸田に誘われてくるりの前身となるバンドに入る。このときは岸田はギター担当で、佐藤、森のほかにボーカリストが1人いるという4人組のバンドであった。
1996年、岸田からアマチュアバンドコンテスト出場に誘われ、岸田、佐藤、森の3人で出場し優勝する。以後、本格的にくるりの活動に参加していく。
1998年、デビューシングルである『東京』をリリースしメジャー・デビュー。1999年、大学を卒業。
2002年、ツアー「うんぽこどっこいしょ」終了後くるりを脱退。くるりのラジオ番組で森の脱退が発表された。脱退後、様々なミュージシャンのサポートドラマーとして現在も精力的に活動。
2010年、くるり主催「京都音楽博覧会2010」に「くるり・ザ・セッション」として共演を果たす。
2017年、『くるりの20回転』リリース記念ツアー「チミの名は。」にクリフ・アーモンドと共に参加。
2022年、くるりの14枚目のオリジナルアルバム『感覚は道標』（2023年10月4日リリース）の制作に参加。オリジナルメンバー3人によるアルバム制作の様子がドキュメンタリー映画『くるりのえいが』として公開された。収録曲である『California Coconuts』では『ワールズエンド・スーパーノヴァ』以来、約21年ぶりにくるりのMVに出演。

## 人物・エピソード
- 愛称は「もっくん」。
- ナンバーガールの向井秀徳は森の容姿を「『兵隊やくざ』の頃の勝新太郎に似ている」と評している。
- 料理が得意。特にカレー好きで、カレーを作るほうも相当上手いとのこと。レトルト関係にも詳しい。
- くるり初期の頃はパール・ドラム、THE WORLD IS MINEの頃にはカノウプスを使用していた。
- 現在はYAMAHA のエンドーサー。YD-9000（レコーディングカスタム グリーンスパークルの特注モデル）を使用。

- 2006年に結婚。結婚式ではくるりのオリジナルメンバーと共に演奏した。

## ライブ／レコーディングをしている（していた）ミュージシャン
五十音／アルファベット順
- 愛川れい子
- 葵（彩冷える）
- 芥
- アシタカラー
- アナログフィッシュ
- 有山じゅんじ
- 井垣宏章
- 石川俊介
- 一色徳保（つばき）
- 石田ショーキチ
- 伊藤ヨタロウ
- 岩崎愛
- 植草克秀
- 上杉周大
- 植村花菜
- 臼井ミトン
- 内山智晶
- うつみようこグループ（G.Vo.うつみようこ／Ba.調先人／G.鈴木純也／Dr.森信行）
- うつみひさともり（G.Vo.うつみようこ／G.Vo.山本久土／Dr.森信行）
- ウミネコサウンズ（古里おさむ）
- エマーソン北村
- 遠藤賢司
- 黄金の手
- 扇田裕太郎
- 大沢樹生
- 大槻ケンヂ
- 大西真
- オーノキヨフミ
- 大橋隆志
- 岡本隆根
- 沖メイ
- 踊る犬コロ
- 柿原徹也
- カミナリグモ
- 河村博司
- 木村充揮
- 清春
- 倉橋ヨエコ
- ゲントウキ
- こゑだ
- 木暮武彦
- 斉藤和義
- 榊いずみ
- 座・頭市（G.Vo.齋藤亮／Ba.Vo.大西真／Dr.Vo.森信行）
- 佐藤タイジ
- サトミツ&ザ・トイレッツ（Vo.pBONE佐藤満春／Vo. G.山田稔明／Vo.Key.伊藤俊吾／Vo.G.佐々木良／Vo.Ba伊藤健太/Dr.Per.Ch.森信行）
- 佐野史郎
- 沢竜二
- 三東ルシア
- 篠原ともえ
- 白崎映美
- 杉田未央
- 鈴木茂
- 関取花
- 松鶴家千とせ
- スガシカオ
- 鈴木秋則
- 住岡梨奈
- 世武裕子
- ダイアモンド☆ユカイ
- 竹内めぐみ
- タケモトタケコ
- 田辺想太
- タニザワトモフミ（Vo.G.タニザワトモフミ／Key.Ch.西池達也／G.Ch.関根卓史／Ba.Ch.桑名亮吉／Dr.森信行）
- ちぃたん☆
- チエ・カジウラ
- 千葉剛久
- 寺岡呼人
- トータス松本
- 冨田麗香
- 永井真理子
- 中西圭三
- 中村繪里子
- 中村ピアノ
- 南壽あさ子
- 夏の魔物
- 浪川大輔
- 錦織一清
- 橋本じゅん
- 畑中葉子
- 花澤香菜
- 華村灰太郎
- はなわ
- パパイヤ鈴木
- 春
- ビイドロ
- 飛騨音響派
- ヒナタカコ
- 広野ゆき
- 藤井友信
- 藤岡みなみ&ザ・モローンズ
- フジタユウスケ
- フジファブリック
- 古川本舗
- 古川昌義
- ベガー清水
- へきれき
- 星野谷久子
- ホフディラン
- まちだガールズ・クワイア
- 町田謙介
- まつきあゆむ
- 松本隆博
- 祭五郎
- 間々田優
- 美聖
- 水越けいこ
- 溝手るか
- 宮本弘美
- 武蔵拳
- ムッシュ寺田（かまやつひろし／寺岡呼人／奥田民生）
- 村上広一
- 森野山川BAND（Vo.G.佐野史郎／G.ch..山本恭司／Ba.ch.湯川トーベン／Dr.Ch.森信行）
- 森べん（Vo.G.Ba.湯川トーベン／Vo.G.Per.Dr.森信行）
- 森山あこ
- 山下久美子
- 山田将司
- 山田龍二&大輔
- 山中さわお
- やや
- ユーカリサウンドトラック
- 吉田響
- 吉野裕行
- リクオ
- ルルルルズ
- レイザーラモンRG
- 玲里
- 若駒連（高円寺　阿波踊り）
- Artist Company 響人
- BAKI
- BANK$
- BRAVE STONE FOREST SESSION（Violin武藤祐生／Ba.石村順／Dr.森信行）
- BREATH
- BUGGVALVE
- Buono!
- CANDELARS
- CORE OF SOUL
- cossami
- Denmi
- DQS
- Gran☆Ciel
- healah
- LOVE
- MoToRollers（G.Vo.クボタマサヒコ／Ba.Vo.伊藤健太／G.コジロウ／Key.Vo.鈴木秋則/Dr.Vo.森信行）
- monotone family（Sax.Fl.武嶋聡／Ba.伊藤健太／Dr.Per.サンコンJr.／Dr.森信行）
- Natural Punch Drunker
- Oggy Stardust and Spiders from Naeba Forest
- OHIO101
- OKP-STAR
- PLECTRUM（Vo.G.高田泰介／G.Vo.藤田顕／Ba.千ヶ崎学／Dr.森信行）
- ROLLY
- Romel Amado with FUNK 'A' DADS PSYCHEDELIC EDITION
- Ryo Hamamoto
- RYTHEM
- sonic&trip
- SURFING in United States of America
- Swinging Popsicle
- Tia
- trunk
- The HITS!?（Org.難波弘之／Ba.ROOTSOUL池田憲一／Dr.森信行）
- the sworn group
- UCARY & THE VALENTINE